# Richard Gatling

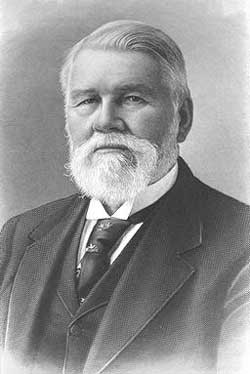
Richard Jordan Gatling

Richard Gatling (Hertford County, 12 september 1818 - New York, 26 februari 1903) was een Amerikaanse uitvinder die vooral bekend werd door de ontwikkeling van het Gatling-geweer, het eerste snelvurende machinegeweer, dat het karakter van de oorlogsvoering totaal veranderde.
Gatling was afkomstig uit Noord-Carolina en zijn vader was eveneens uitvinder. Op zijn 21ste ontwierp hij reeds een schroefpropeller voor stoomboten.
Gatling studeerde in 1850 af aan het Ohio Medical College maar was meer geïnteresseerd in zijn uitvinderscarrière dan in een praktijk in de medische wereld. Hij begon aan de ontwikkeling van zijn machinegeweer nadat hij geconstateerd had dat er in de Amerikaanse Burgeroorlog meer soldaten stierven door ziekten dan door geweerschoten.
In 1862 stichtte hij de Gatling Gun Company in Indianapolis en in 1897 zou het bedrijf fuseren met Colt.
Hij stierf te New York in 1903.

## Naslagwerk
- (en)  Julia Keller, Mr. Gatling's Terrible Marvel, Viking, 2008, ISBN 9780670018949

- Gemeinsame Normdatei: 117675636
- International Standard Name Identifier: 0000 0000 3068 4854
- Library of Congress Control Number: n91107390
- Nationale Bibliotheek van Israël: 987007453925905171
- SNAC: w69c6w0f
- Système universitaire de documentation: 14349807X
- Virtual International Authority File: 25385961
- WorldCat: E39PBJjmV4JRVxF7MtTjbptdwC